# 释义方
释义方（1914年—1959年），俗姓崔，名思庆，男，安徽太平人，中国佛教僧人，曾任中国佛教协会常务委员、副秘书长，安徽省人大代表，安徽省政协委员。